# 卡內魯將軍鎮 (巴拉那州)

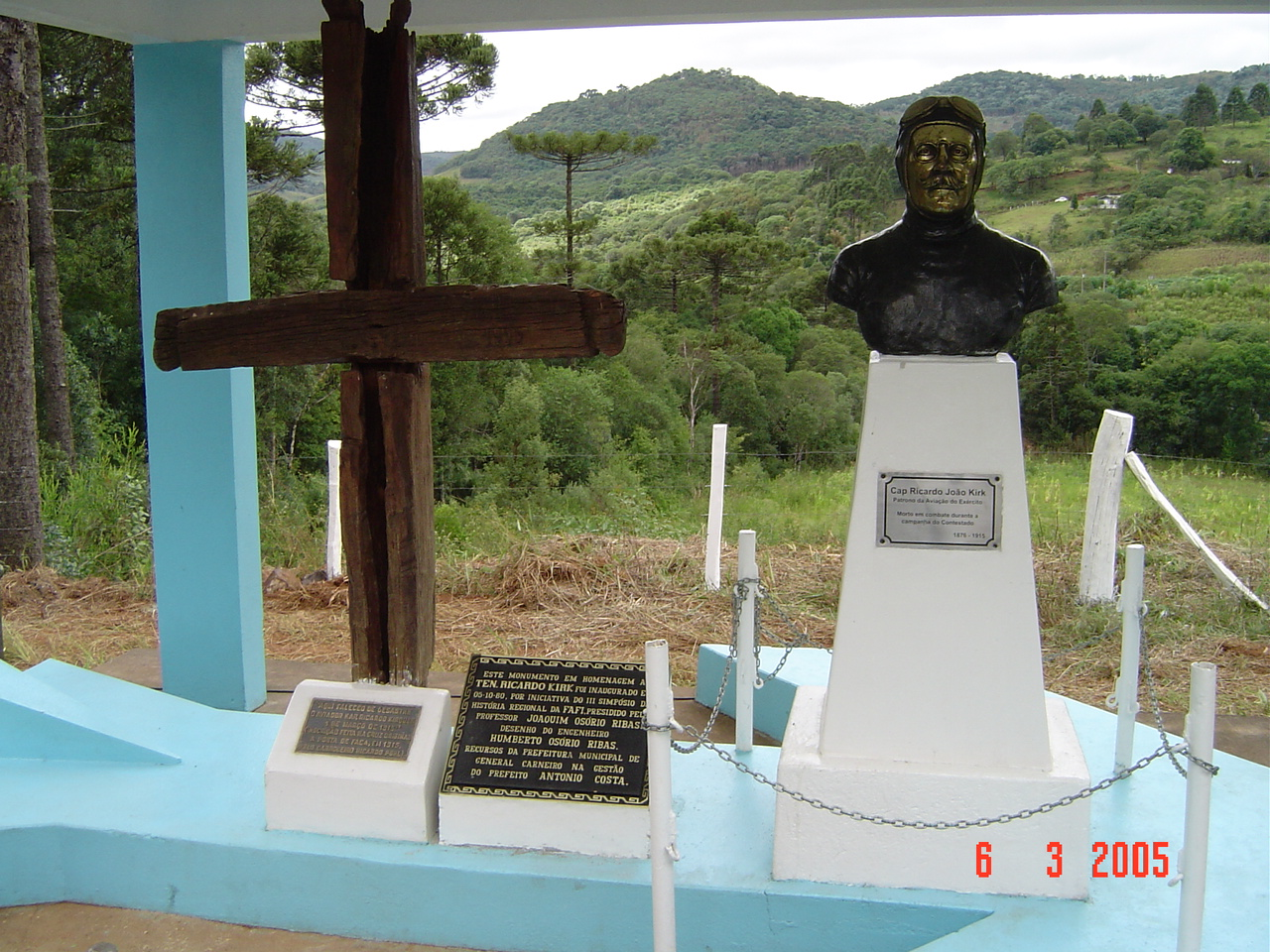
卡內魯將軍鎮

26°25′40″S 51°18′57″W / 26.42778°S 51.31583°W
卡內魯將軍鎮（葡萄牙語：General Carneiro）是巴西的城鎮，位於該國南部，由巴拉那州負責管轄，面積1,070平方公里，海拔高度983米，2012年人口13,635，人口密度每平方公里13人。